# Pachycephala citreogaster
Pachycephala citreogaster là một loài chim trong họ Pachycephalidae.